# Жолт Ґардоньї
Жолт Ґардоньї або Ґардоні (21 березня 1946) — німецько-угорський композитор, органіст і музичний теоретик. Він є сином Золтана Гардоньї.

## Кар'єра
Жолт Ґардоні народився в Будапешті, столиці Угорщини. Вивчав композицію, орган, духовну музику та теорію. У віці 19 років став лауреатом Будапештського університетського конкурсу за напрямками «орган» та «композиція». У 24 роки він став кантором церкви Александеркірхе у Вільдесхаузені, Німеччина. Через десять років його призначили професором теорії музики у Вищій школі музики Вюрцбурга у Вюрцбурзі.
На міжнародних органних концертах, крім стандартного органного репертуару, він виконує переважно твори свого батька та власні.
Коротка органна п'єса Ґардоні «Моцарт змінюється», створена для Міжнародного фестивалю «OK MOZART» у Бартлсвіллі 1995 року, є варіацією на тему фіналу останньої фортепіанної сонати Моцарта ре-мажор, K. 576, і містить у ній зміни з використанням елементів джазу. Прем'єра недавнього органного твору Ґардоні LIFT HIGH THE CROSS відбулась у виконанні його сина Даніеля Ґардоні 10 лютого 2019 року в Сент-Олбансі в Гардгаймі.

## Нагороди
У 1979 році Ґардоні отримав премію Баварії за композицію. У червні 2000 року Реформований університет Дебрецена в Угорщині йому присвоїв ступінь почесного доктора. У 2011 році президент Угорщини нагородив його почесною медаллю.

## Публікації
Однією з головних сфер досліджень Ґардоні є гармонія 19-го та 20-го століть (Ліст, Дебюссі, Скрябін і Мессіан), результатом чого стала книга «Harmonik» (Гармонія), яку він опублікував разом з Губертом Нордгофом. Він також досліджував зв'язок між композицією, інтерпретацією, аналізом та імпровізацією. Він опублікував книгу про контрапункт, взявши за приклад фугальні структури Баха. Книга була перекладена італійською мовою.